# Marie-Leontine Tsibinda
Marie-Léontine Tsibinda Bilombo là một nhà văn Cộng hòa Congo. Năm 1981, bà nhận được giải thưởng quốc gia về thơ. Năm 1996, người được nhận giải thưởng Unesco-Aschberg. Là người gốc Girard, bà đã trốn khỏi Cộng hòa Congo vào năm 1999 trong cuộc nội chiến, dừng lại một thời gian ngắn ở Niamey trước khi định cư ở Canada vào năm 2002.

## Ấn phẩm gần đây nhất
- L'Oiseau sans arme [Con chim không phòng thủ]. (Minh họa bởi Michel Hengo). Jouy-Le-Moutier (Pháp)   : Bajag-Meri, 1999. [Thơ phú]
- Mới, Congo ou les rêveurs de la souveraineté. Jouy-Le-Moutier (Pháp): Bajag-Meri, 2000. (204p.) ISBN 2-911147-07-3

## Các ấn phẩm khác
- Poèmes de la terre [Thơ của trái đất]. Brazzaville: Các phiên bản littéraires congola, 1980.
- Mayombé. Paris: Saint-Germain-des-Prés, 1980.
- Une Lèvre naissant d'une autre [Từ một từ đến tiếp theo]. Heidelberg: Phiên bản bantoues, 1984.
- Demain, un autre jour [Ngày mai là một ngày khác]. Paris: Silex, 1987.
- L'Oiseau sans arme [Con chim không phòng thủ]. (Minh họa bởi Michel Hengo). Jouy-Le-Moutier (Pháp): Bajag-Meri, 1999.